# Cyclura cychlura figginsi
Cyclura cychlura figginsi Barbour, 1923, l'iguana di Exuma, è una sottospecie di Cyclura cychlura classificata «in pericolo critico» dalla lista rossa della IUCN presente sulla catena delle isole Exuma, nelle Bahamas, con una popolazione in natura di 1300 esemplari.

## Descrizione
L’iguana di Exuma è la più piccola delle tre sottospecie di C. cychlura. Raggiunge una lunghezza totale prossima a 1 m. La sua colorazione varia dal grigio scuro al nero, con squame su testa e muso tinte di bianco o di arancio a seconda del cay dalla quale proviene.
Questa specie, come altre specie di Cyclura, è sessualmente dimorfica; i maschi sono più grandi delle femmine, e hanno creste dorsali più grandi e pori femorali sulle cosce, utilizzati per rilasciare feromoni, maggiormente sviluppati.

## Biologia

### Comportamento
Le iguane di Exuma esibiscono un sistema sociale insolito per il genere Cyclura: non mostrano alcun tipo di comportamento territoriale o gerarchico. Le iguane adulte sono state viste crogiolarsi al sole in gruppi numerosi senza mostrare il minimo segno di aggressione nei confronti dei vicini. Scienziati come W. M. Carey ritengono che questa mancanza di struttura sociale permetta alla popolazione di rimanere densamente numerosa in condizioni di risorse alimentari limitate, poiché sui piccoli cays i sistemi sociali gerarchici ritardano la variabilità genetica, limitando a pochi maschi dominanti i principali siti di nidificazione e le scorte alimentari.

### Alimentazione
L’iguana di Exuma, come la maggior parte delle specie di Cyclura, è prevalentemente erbivora, e consuma foglie, fiori, bacche e frutti di oltre 100 specie diverse di piante. Tra le specie predilette figurano Rachicallis americana, Reynosia septentrionalis, Strumpfia maritima, Jacquinia keyensis, Erithalis fruticosa, Coccoloba uvifera, Coccothrinax argentata, Eugenia axillaris, Suriana maritima, e frutti marcescenti di Casasia clusiifolia. Uno studio condotto nel 2000 dalla dottoressa Allison Alberts allo zoo di San Diego ha rivelato che i semi che passano attraverso il tratto digerente delle Cyclura germinano più rapidamente degli altri. Ciò costituisce un vantaggio adattativo, poiché consente ai semi di germinare prima della fine della breve stagione delle piogge. L’iguana di Exuma costituisce inoltre un importante sistema per distribuire questi semi in nuove aree (in particolare quando le femmine migrano verso le aree di nidificazione), ed essendo i più grandi erbivori del loro ecosistema insulare sono essenziali per mantenere un equilibrio tra il clima e la vegetazione. La specie consuma attivamente anche le feci della tortora di Zenaide (Zenaida aurita) e del piccione capobianco (Patagioenas leucocephala).

### Ciclo vitale
L’accoppiamento ha luogo in maggio, e la covata, composta da tre uova, viene generalmente deposta in giugno o luglio, in nidi scavati nella sabbia. Le femmine rimangono di guardia al nido fino alla deposizione delle uova, dopo di che le abbandona. Il record di longevità in cattività di una iguana di Exuma è di ventitré anni e sei mesi.

## Distribuzione e habitat
Questa sottospecie è presente su almeno sette piccoli cays delle isole Exuma centrali e meridionali, una catena di isole delle Bahamas: Bitter Guana Cay, Gaulin Cay, White Bay Cay, Noddy Cay, North Adderly Cay, Leaf Cay e Guana Cay. L’intera popolazione di Leaf Cay venne trasferita su Pasture Cay nel 2002. L’iguana di Exuma è presente in una varietà di habitat che vanno dalle spiagge sabbiose e dalle zone calcaree xeriche prive di vegetazione alle foreste aride. Le iguane utilizzano le fessure nella roccia calcarea o i cunicoli scavati nella sabbia per trovare rifugio la notte e quando le condizioni atmosferiche sono avverse.

## Tassonomia
L’iguana di Exuma, Cyclura cychlura figginsi, è endemica delle Exuma Cays, ed è una sottospecie di Cyclura cychlura. I suoi nomi generico e specifico (Cyclura e Cychlura) deriva dal greco antico cyclos (κύκλος), «circolare», e ourá (οὐρά), «coda», in riferimento agli spessi anelli caratteristici della coda di tutte le Cyclura. Il nome sottospecifico commemora il biologo americano J. D. Figgins.

## Conservazione

### Stato di conservazione
La popolazione attuale di iguana di Exuma viene stimata sulle 1300 unità ed è diminuita di almeno il 20% nel corso degli ultimi 50 anni.

### Cause del declino
Come quello di altre Cyclura, anche l’habitat dell’iguana di Exuma si sta riducendo drasticamente a causa dello sviluppo turistico. Nel 2004, su una delle isole abitate da questa specie è scoppiato un incendio su vasta scala provocato dalla sigaretta di un turista. Nel 1999, due uomini originari della Florida vennero accusati di aver contrabbandato negli USA specie protette di rettili, tra cui esemplari di iguana di Exuma, iguana di White Cay e iguana delle Piccole Antille. I maiali selvatici costituiscono una minaccia per questa specie, in quanto grufolando disseppelliscono le uova dai nidi, mentre i cani predano esemplari giovani e adulti.

### Programmi di conservazione
Come tutte le Cyclura delle Bahamas, questa specie è protetta nel paese dal Wild Animals Protection Act del 1968. Dal 1995, lo Shedd Aquarium consente ai volontari di aiutare a sorvegliare le popolazioni di iguana di Exuma come forma di ecoturismo. Lo Shedd sta portando avanti due programmi di riproduzione in cattività, uno in situ e uno ex situ, allo scopo di promuovere il recupero della specie. Nel 2002, lo Shedd Aquarium trasferì sedici iguane nell’Exuma Cays Land and Sea Park nel tentativo di costituire una popolazione all’interno di un’area protetta.
Il governo delle Bahamas non sta portando avanti alcun programma di riproduzione in cattività o di conservazione rivolto a questa specie.